# MIDEM
A MIDEM (Marché International du Disque et de l'Edition Musicale) a zenei kiadóvállalatok és hanglemezek nemzetközi vására, amit 1967 óta évente rendeznek meg a franciaországi Cannes-ban, a világ zeneiparának egyik jelentős eseményeként. Az általában január végén vagy február elején tartott rendezvényen minden évben több ezer zenész, producer, ügynök, menedzser és újságíró fordul meg, a világ minden tájáról. A vásár a zeneipar fejlődésével párhuzamosan formálódik évről évre, mostanában a kiadóvállalatok, szerzői jogvédő szervezetek, valamint a zeneipar „technológiai” szereplői állnak a program központjában. Az eseménynek magyar vonatkozása is van, hiszen 1978-ban a teljes magyar szakma a Hungaroton vállalat szervezésében kint volt a MIDEM-en, a szólisták is, és olyan nevek, mint a Neoton Família, Illés, Omega, stb.

## Szerepe az üzleti életben
A MIDEM kiváló fórumot biztosít a zeneipar szereplőinek üzleti, politikai, vagy akár jogi témájú megbeszéléseihez, ahol évről évre nagyszabású terjesztési és egyéb, iparági megállapodások köttetnek. A vásár egyben lehetőséget teremt új művészek, zenei trendek, vagy éppen zenéhez kötődő termékek széles körű bemutatására is.

## Látogatottság
2013 januárjában a MIDEM-en 6400 látogató vett részt 3000 gazdasági társaság képviseletében, ez utóbbiak közül 1350 saját standdal vagy pavilonnal is rendelkezett; a helyszínről tudósító, regisztrált újságírók száma 350 volt. Bár a résztvevők rendszerint a világ minden táját képviselik, a többségük nyugat-európai és észak-amerikai országokból érkezik a rendezvényre. 2015-ben a korábbiaknál is több, külföldről érkezett látogatót regisztráltak.

## Külső hivatkozások
- A MIDEM hivatalos honlapja
- midemblog Archiválva 2010. október 21-i dátummal a Wayback Machine-ben

## Fordítás
Ez a szócikk részben vagy egészben  a   Midem című angol Wikipédia-szócikk fordításán alapul.  Az eredeti cikk szerkesztőit annak laptörténete sorolja fel. Ez a jelzés csupán a megfogalmazás eredetét és a szerzői jogokat jelzi, nem szolgál a cikkben szereplő információk forrásmegjelöléseként.